# Sharon Stone
Sharon Stone, (født 10. marts 1958 i Meadville, Pennsylvania, USA) er en amerikansk skuespiller, set i utallige hovedroller siden midten af 1980'erne.
Blandt hendes mest markante tidlige roller er Arnold Schwarzeneggers morderiske hustru i Total Recall (1990). Hun er bedst kendt for sin rolle som Catherine Tramell i filmen Basic Instinct (Iskoldt begær) (1992), og i 1996 blev hun Oscarnomineret i kategorien bedste kvindelige hovedrolle for Martin Scorseses gangsterfilm Casino. Hun har fået en stjerne på Hollywood Walk of Fame.